# Хигелсхајм
Хигелсхајм (њем. Hügelsheim) општина је у њемачкој савезној држави Баден-Виртемберг. Једно је од 23 општинска средишта округа Раштат. Према процјени из 2010. у општини је живјело 4.777 становника. Посједује регионалну шифру (AGS) 8216022.

## Географски и демографски подаци
Хигелсхајм се налази у савезној држави Баден-Виртемберг у округу Раштат. Општина се налази на надморској висини од 122 метра. Површина општине износи 14,9 km². У самом мјесту је, према процјени из 2010. године, живјело 4.777 становника. Просјечна густина становништва износи 320 становника/km².

## Међународна сарадња
| Мјесто      | Држава | Врста сарадње | Од    |
| ----------- | ------ | ------------- | ----- |
| Гранд Сентр | Канада | пријатељство  | 1984. |
| Извор       |        |               |       |